# Kiedy kręcono film
Kiedy kręcono film (tyt. oryg. Kur po xhirohej një film) – albański film fabularny z roku 1981 w reżyserii Xhanfise Keko.

## Opis fabuły
Film porusza problematykę kryzysu rodziny, widzianego z perspektywy dziecka. W małym mieście ekipa filmowa kręci film. W filmie występują Liljana i Kujtim - aktorzy, którzy na co dzień są małżeństwem. Ich syn Genti zauważa, że Kujtim w dążeniu do kariery zaczyna zaniedbywać swoją rodzinę.
Zdjęcia do filmu realizowano w Tiranie, Durrësie, Pogradcu i we wsi Dardha. W roli statystów wystąpili w filmie robotnicy z zakładów w Pogradcu. Piosenkę rozpoczynającą film wykonują Liljana Kondakçi i Luan Zhegu.

## Obsada
- Viktor Zhysti jako Kujtim
- Violeta Dede jako Liljana
- Gentian Basha jako Genti
- Bledar Islami jako Athini
- Jetmira Dusha jako Jeta
- Marieta Ilo jako Drita, asystentka reżysera
- Piro Xexi jako dyrektor hotelu
- Xhoana Xhillari jako Ela
- Sokol Angjeli jako Ilir
- Roland Kadiu jako Niku
- Elvis Meçe jako Çimi
- Zhani Petro jako Bashkim
- Arsen Rexha jako Tomi
- Marika Kallamata jako babcia Genciego
- Drita Kallamata jako matka Kujtima

## Nagrody i wyróżnienia
W 1983 film otrzymał specjalną nagrodę jury na festiwalu filmów dla dzieci i młodzieży w Salerno.